# Будильський експериментальний завод
Будильський експериментальний завод — єдиний в Україні виробничий об’єкт, що виробляє біологічні добавки до пального — оксигенат моторного палива альтернативний або ОМП-А.
Завод розташований в Сумській області, належить ТОВ «Компанія «Еко-Енергія»,  створений на основі спиртозаводу у Лебединському районі.

## Виробництво

### Сертифікація виробництва
Основа виробництва  складається із багатьох біологічних та хімічних процесів. Підприємство  на свою продукцію отримало  відповідні підтвердження високої якості свого продукту від акредитованого випробувального центру ДП «УкрНДІНП «Масма». Система «УкрСепро» також атестувала продукцію підприємства у своїй виробничо-вимірювальній лабораторії. Персонал Будильського заводу пройшов спеціальне навчання, а технологічні лінії виробництва відповідають найвищим  національним  та міжнародним  стандартам.

### Продукція
Завод виробляє  енергопродукт, аналогів якого поки що немає в Україні. Цей продукт – оксигенат моторного палива альтернативний (ОМП-А), що використовується як добавка до автобензинного пального. Також може бути компонентом для виготовлення альтернативних видів рідкого екологічно чистого палива для двигунів внутрішнього згорання (ДВЗ).
Оксигенат — це продукт, котрий поєднує комбіноване застосування процесів мікробіологічного перетворення та хімічного синтезу із використанням альтернативних видів енергетичної сировини, в даному випадку меляси.

### Використання
ОМП-А використовуються для добавки в пальне, для зменшення шкідливих викидів  СО2 в атмосферу в 1,5—4 рази(залежно від виду пального, до якого додається добавка ОМП-А).
Добавку ОМП-А  виробляють  із таких сільгоспкультур: сої, соняшнику, ріпаку, цукрового буряку та ін.
Завод тісно співпрацює з ученими НАН України, саме з їхньої участю було вдосконалено технологічну виробничу лінію. Устаткування на заводі від національних та європейських  підприємств (з Німеччини, Італії, Франції).

## Потужності
Місячна виробнича потужність заводу становить 550 тонн біодобавки, котра постачається на підприємства Київської, Донецької, Полтавської та деяких інших областей України. Виробництво на заводі організовано цілодобово та без жодних вихідних чи святкових зупинок.